# Hypericum himalaicum
Hypericum himalaicum är en johannesörtsväxtart som beskrevs av N. Robson. Hypericum himalaicum ingår i släktet johannesörter, och familjen johannesörtsväxter. Inga underarter finns listade i Catalogue of Life.